# Edmund Kemper
Edmund Emil Kemper III (født 18. december 1948) er en amerikansk seriemorder som var aktiv i California, USA i begyndelsen af 1970'erne. Han startede sit kriminelle liv ved som 10-årig at begrave sin kat levende. Som 15-årig skyder han begge sine bedsteforældre. Kemper dræbte og lemlæstede senere seks kvindelige blaffere i Santa Cruz-området. Han myrdede sin mor med en hammer og en af hendes venner før han overgav sig til myndighederne. 
Efterforskningen bekræftede at han havde en IQ på 145. Han er 2,07 meter høj og vejede 120 kg. Han blev siden dømt til livsvarigt fængsling og afsoner for øjeblikket ved California Medical Facility i Vacaville.